# Cyclos
Cyclos es un sistema de banca en línea de código abierto para instituciones microfinancieras, bancos locales (en países en vías de desarrollo) y sistemas de moneda local como LETS, redes de trueque y bancos de tiempo.
Cyclos tiene las siguientes funcionalidades:
- Herramientas bancarias en línea
- Plataforma de comercio electrónico
- Directorio de empresas
- Referencias y calificaciones de transacciones
- Sistema de mensajería y notificación
- Registro de incidencias/consultas(Centro de llamadas)
- Sistema integrado de administración de información

A Cyclos se puede acceder a través de la Web pero también soporta la utilización de teléfonos móviles (WAP/SMS) y dispositivos de puntos de venta (POS), habilitando pagos a través de mensajes SMS y tarjetas.